# Beste Kijkers (Vlaanderen)
Beste Kijkers is een televisieprogramma op VTM dat voor het eerst werd uitgezonden op 3 september 2014. In het wekelijkse panelprogramma kijkt Nathalie Meskens samen met haar vaste panelleden Tine Embrechts en Sven De Ridder, die elk iedere week een gast meebrengen, wie er het best tv heeft gekeken de afgelopen week.
Vanaf seizoen 6 vervoegen Ruth Beeckmans en Jens Dendoncker de vaste panelleden waardoor er afwisselend twee verschillende vaste panelleden per week zijn. Vanaf seizoen 7 wordt er niet meer met vaste panelleden gewerkt.
Vanaf seizoen 9 bestaat het panel uit drie panelleden die individueel tegen elkaar spelen. De twee "slechtste kijkers" nemen het tegen elkaar op in de finale. Wie de finale verliest moet op het einde van het programma als tegenprestatie het slechtste kijkerslied zingen.

## Afleveringen
Seizoen 1
| Afl. | Uitzending        | Kijkcijfers (live) | Marktaandeel (live) | Gasten                               |
| ---- | ----------------- | ------------------ | ------------------- | ------------------------------------ |
| 1    | 3 september 2014  | 603.378            | 29,85%              | Natalia, Karl Vannieuwkerke          |
| 2    | 10 september 2014 | 673.876            | 32,90%              | An Lemmens, Staf Coppens             |
| 3    | 17 september 2014 | 603.081            | 29,54%              | Kürt Rogiers, Cath Luyten            |
| 4    | 24 september 2014 | 570.723            | 27,42%              | Urbanus, Mathias Coppens             |
| 5    | 1 oktober 2014    | 590.643            | 28,62%              | Jonas Van Geel, Jelle Cleymans       |
| 6    | 8 oktober 2014    | 698.870            | 33,68%              | Guga Baúl, Sean Dhondt               |
| 7    | 15 oktober 2014   | 612.428            | 26,79%              | Koen Wauters, Bart De Pauw           |
| 8    | 22 oktober 2014   | 492.362            | 21,57%              | Evi Hanssen, Gert Verhulst           |
| 9    | 29 oktober 2014   | 638.642            | 25,92%              | Bart Cannaerts, Niels Destadsbader   |
| 10   | 5 november 2014   | 633.941            | 24,98%              | Adriaan Van den Hoof, Eline De Munck |
| 11   | 12 november 2014  | 476.163            | 17,68%              | Christoff, Karen Damen               |
| 12   | 19 november 2014  | 689.712            | 27,06%              | Ruth Beeckmans, Ben Crabbé           |
| 13   | 26 november 2014  | 537.826            | 20,21%              | Jan Mulder, Astrid Bryan             |

Seizoen 2
| Afl. | Uitzending    | Kijkcijfers (live) | Marktaandeel (live) | Gasten                             |
| ---- | ------------- | ------------------ | ------------------- | ---------------------------------- |
| 1    | 25 maart 2015 | 604.980            | 26,01%              | Bart Peeters, Slongs Dievanongs    |
| 2    | 1 april 2015  | 573.226            | 24,80%              | Peter Van de Veire, Free Souffriau |
| 3    | 8 april 2015  | 576.915            | 26,00%              | Tom Waes, Tim Van Aelst            |
| 4    | 15 april 2015 | 587.158            | 26,50%              | Jeroen Meus, Rob Vanoudenhoven     |
| 5    | 22 april 2015 | 507.776            | 22,10%              | Linda Mertens, Thomas Smith        |
| 6    | 29 april 2015 | Onbekend           | Onbekend            | Luk Alloo, Herman Brusselmans      |
| 7    | 6 mei 2015    | 504.558            | 20,30%              | Clara Cleymans, Jacques Vermeire   |
| 8    | 13 mei 2015   | 467.139            | 21,30%              | Ivan Pecnik, Sofie Dumont          |
| 9    | 20 mei 2015   | 630.367            | 28,40%              | Jan Van Looveren, Tatyana Beloy    |
| 10   | 27 mei 2015   | 637.211            | 28,00%              | Luk Wyns, Jan Verheyen             |
| 11   | 5 juni 2015   | 662.120            | 29,80%              | Josje Huisman, Luc Appermont       |

Seizoen 3
| Afl. | Uitzending       | Kijkcijfers (live) | Marktaandeel (live) | Gasten                                        | Gast finalespel  |
| ---- | ---------------- | ------------------ | ------------------- | --------------------------------------------- | ---------------- |
| 1    | 11 november 2015 | Onbekend           | Onbekend            | Tom Lenaerts, Sachli Gholamalizad             | Walter Baele     |
| 2    | 18 november 2015 | Onbekend           | Onbekend            | Kristel Verbeke, Herman Verbruggen            | Jacques Vermeire |
| 3    | 25 november 2015 | Onbekend           | Onbekend            | Stany Crets, Linde Merckpoel                  | Ruth Beeckmans   |
| 4    | 2 december 2015  | Onbekend           | Onbekend            | Lieven Scheire, Regi Penxten                  | Jonas Van Geel   |
| 5    | 9 december 2015  | Onbekend           | Onbekend            | Jan Jaap van der Wal, Saartje Vandendriessche | Tom Waes         |
| 6    | 16 december 2015 | Onbekend           | Onbekend            | Showbizz Bart, Marieke Vervoort               | Bart Peeters     |
| 7    | 23 december 2015 | Onbekend           | Onbekend            | Pieter Embrechts, Hilde De Baerdemaeker       | Dimitri Leue     |
| 8    | 30 december 2015 | Onbekend           | Onbekend            | Geert Hoste, Dina Tersago                     | Geen             |

Seizoen 4
| Afl. | Uitzending       | Kijkcijfers (live) | Marktaandeel (live) | Gasten                               | Gast finalespel     |
| ---- | ---------------- | ------------------ | ------------------- | ------------------------------------ | ------------------- |
| 1    | 10 februari 2016 | 588.595            | 25,50%              | Laura Tesoro, Kate Ryan              | Niels Destadsbader  |
| 2    | 17 februari 2016 | 555.456            | 24.30%              | Sergio, Rani De Coninck              | Lucas Van den Eynde |
| 3    | 24 februari 2016 | 486.553            | 21,30%              | Bert Verbeke, Kamal Kharmach         | Rob Vanoudenhoven   |
| 4    | 2 maart 2016     | 534.149            | 23,40%              | Sam De Bruyn, Kris Wauters           | Liesa Naert         |
| 5    | 9 maart 2016     | 532.413            | 23,30%              | Bartel Van Riet, Marleen Merckx      | Guga Baúl           |
| 6    | 16 maart 2016    | 476.235            | 21,90%              | Ruben Van Gucht, Sepideh Sedaghatnia | Kürt Rogiers        |
| 7    | 27 maart 2016    | 510.688            | 23,10%              | William Boeva, Ann Tuts              | Nico Sturm          |
| 8    | 30 maart 2016    | 526.504            | 24,30%              | Jandino Asporaat, Philippe Geubels   | Geen                |

Seizoen 5
| Afl. | Uitzending       | Kijkcijfers (live) | Gasten                                 |
| ---- | ---------------- | ------------------ | -------------------------------------- |
| 1    | 3 januari 2018   | 530.992            | Jens Dendoncker, Jacques Vermeire (2)  |
| 2    | 10 januari 2018  | 533.305            | William Boeva (2), Guga Baul (2)       |
| 3    | 17 januari 2018  | 496.940            | Danira Boukhriss, Thomas Smith (2)     |
| 4    | 24 januari 2018  | 446.810            | Sven de Leijer, Jandino Asporaat (2)   |
| 5    | 31 januari 2018  | 501.921            | Jan Verheyen (2), Bas Birker           |
| 6    | 14 februari 2018 | 457.881            | Jens Dendoncker (2), Tim Van Aelst (2) |
| 7    | 21 februari 2018 | 395.738            | Jan Jaap van der Wal (2), Katja Retsin |
| 8    | 28 februari 2018 | 529.306            | Olga Leyers, Lieven Scheire (2)        |
| 9    | 7 maart 2018     | 441.948            | Natalia Druyts (2), William Boeva (3)  |
| 10   | 14 maart 2018    | 377.470            | Thomas Smith (3), Ruth Beeckmans (2)   |

Seizoen 6
| Afl. | Uitzending        | Kijkcijfers (live) | Gasten                                     |
| ---- | ----------------- | ------------------ | ------------------------------------------ |
| 1    | 5 september 2018  | 295.895            | Thomas Smith (4), Erik Van Looy            |
| 2    | 12 september 2018 | 310.978            | Staf Coppens (2), Dina Tersago (2)         |
| 3    | 19 september 2018 | 315.329            | Ruben Nicolai, William Boeva (4)           |
| 4    | 26 september 2018 | 279.181            | Adriaan Van den Hoof (2), Frances Lefebure |
| 5    | 3 oktober 2018    | 351.826            | Kamal Kharmach (2), Sam Gooris             |
| 6    | 17 oktober 2018   | 274.117            | Tom Waes (2), Gert Verhulst (2)            |
| 7    | 24 oktober 2018   | 263.836            | Jens Dendoncker (3), Ruth Beeckmans (3)    |

Seizoen 7
| Afl. | Uitzending        | Kijkcijfers (live) | Panel 1                                    | Panel 2                                   |
| ---- | ----------------- | ------------------ | ------------------------------------------ | ----------------------------------------- |
| 1    | 4 september 2019  | 457.165            | Ruth Beeckmans (4), Mathias Coppens (2)    | Olga Leyers (2), Jan Jaap van der Wal (3) |
| 2    | 11 september 2019 | 475.296            | Natalia (3), Kürt Rogiers (2)              | Bab Buelens, Gunter Lamoot                |
| 3    | 18 september 2019 | 467.785            | Jeroen van Koningsbrugge, Dina Tersago (3) | Dempsey Hendrickx, Steven Van Herreweghe  |
| 4    | 25 september 2019 | 413.202            | Stan Van Samang, Tine Embrechts            | Niels Albert, Thomas Smith (5)            |
| 5    | 2 oktober 2019    | 465.968            | Jacques Vermeire (3), Ian Thomas           | Andy Peelman, Lukas Lelie                 |
| 6    | 9 oktober 2019    | 471.092            | Soe Nsuki, Loïc Van Impe                   | Bockie De Repper, William Boeva (5)       |
| 7    | 16 oktober 2019   | 512.005            | Philippe Geubels (2), Rani De Coninck (2)  | Eva De Roo, Sam De Bruyn (2)              |
| 8    | 23 oktober 2019   | 397.661            | twee onbekende Vlamingen                   | twee onbekende Vlamingen                  |

Seizoen 8
| Afl. | Uitzending       | Kijkcijfers (live) | Panel 1                                 | Panel 2                                |
| ---- | ---------------- | ------------------ | --------------------------------------- | -------------------------------------- |
| 1    | 8 januari 2020   | 537.630            | Lieven Scheire (3), Jens Dendoncker (4) | Herman Brusselmans (2), Ruth Beeckmans |
| 2    | 22 januari 2020  | 505.094            | Andy Peelman (2), Jacques Vermeire (4)  | Jasmijn Van Hoof, Gunter Lamoot (2)    |
| 3    | 29 januari 2020  | 382.835            | Tom Waes (3), Danira Boukhriss (2)      | Dimitri Leue, Tine Embrechts           |
| 4    | 5 februari 2020  | 318.308            | Ruth Beeckmans (5), Christoff (2)       | Belle Perez, Sven de Leijer (2)        |
| 5    | 12 februari 2020 | 360.198            | William Boeva (6), Dina Tersago (4)     | Julie Van den Steen, Lukas Lelie (2)   |
| 6    | 19 februari 2020 | 401.663            | Sam Gooris (2), Kelly Pfaff             | Lauren Versnick, Jens Dendoncker (5)   |
| 7    | 26 februari 2020 | 383.168            | Jacques Vermeire (5), Davy Parmentier   | Nora Gharib, Kamal Kharmach (3)        |
| 8    | 4 maart 2020     | 381.365            | Ruth Beeckmans (6), Sean Dhondt (2)     | Chrostin, William Boeva (7)            |
| 9    | 11 maart 2020    | 375.595            | Jens Dendoncker (6), Lotte Vanwezemael  | Gunter Lamoot (3), Sieg De Doncker     |

 Seizoen 9 
| Afl. | Uitzending        | Kijkcijfers (live) | Panelleden             | Panelleden           | Panelleden                | Beste kijker       | Slechtste kijker    |
| ---- | ----------------- | ------------------ | ---------------------- | -------------------- | ------------------------- | ------------------ | ------------------- |
| 1    | 7 september 2022  | 212.032            | Jens Dendoncker (7)    | William Boeva (8)    | Julie Van den Steen (2)   | William Boeva      | Julie Van den Steen |
| 2    | 14 september 2022 | 209.026            | Herman Brusselmans (3) | Danira Boukhriss (3) | Kürt Rogiers (3)          | Kürt Rogiers       | Danira Boukhriss    |
| 3    | 21 september 2022 | 220.140            | Jan Peumans            | Celine Van Ouytsel   | Sven de Leijer (3)        | Celine Van Ouytsel | Jan Peumans         |
| 4    | 28 september 2022 | 250.545            | Margriet Hermans       | Bart Peeters (2)     | Jamie-Lee Six             | Jamie-Lee Six      | Margriet Hermans    |
| 5    | 5 oktober 2022    | 219.602            | Sam Gooris (3)         | Laura Tesoro (2)     | Jens Dendoncker (8)       | Sam Gooris         | Jens Dendoncker     |
| 6    | 12 oktober 2022   | 208.371            | William Boeva (9)      | Nora Gharib (2)      | Thomas Smith (6)          | Nora Gharib        | William Boeva       |
| 7    | 19 oktober 2022   | 297.946            | Andy Peelman (3)       | Jade Mintjens        | Steven Van Herreweghe (2) | Andy Peelman       | Jade Mintjens       |
| 8    | 26 oktober 2022   | 250.325            | Jonas Van Geel (2)     | Dorothee Dauwe       | Ruben Nicolai (2)         | Jonas Van Geel     | Dorothee Dauwe      |
| 9    | 2 november 2022   | 219.806            | Henk Rijckaert         | Sarah Mouhamou       | Lieven Scheire (4)        | Lieven Scheire     | Sarah Mouhamou      |
| 10   | 9 november 2022   | 273.266            | Kamal Kharmach (4)     | Dina Tersago (5)     | Jelle Cleymans (2)        | Kamal Kharmach     | Dina Tersago        |

(2) De kandidaat neemt voor de 2de keer deel.
(3) De kandidaat neemt voor de 3de keer deel.
(4) De kandidaat neemt voor de 4de keer deel.
(5) De kandidaat neemt voor de 5de keer deel.
(6) De kandidaat neemt voor de 6de keer deel.
(7) De kandidaat neemt voor de 7de keer deel.
(8) De kandidaat neemt voor de 8ste keer deel.
(9) De kandidaat neemt voor de 9de keer deel.

## Allerbeste Kijkers
Allerbeste Kijkers is een serie van 32 compilatieafleveringen die vanaf 29 juni 2020 uitgezonden werd. In elke aflevering blikt een BV terug op de leukste, strafste of meest memorabele momenten uit de voorbije 8 seizoenen van Beste Kijkers.
|      |                     | Te gast als panellid | Te gast als panellid | Te gast als panellid | Te gast als panellid | Te gast als panellid | Te gast als panellid | Te gast als panellid | Te gast als panellid |      |                  | Te gast als panellid | Te gast als panellid | Te gast als panellid | Te gast als panellid | Te gast als panellid | Te gast als panellid | Te gast als panellid | Te gast als panellid |      |                   | Te gast als panellid | Te gast als panellid | Te gast als panellid | Te gast als panellid | Te gast als panellid | Te gast als panellid | Te gast als panellid | Te gast als panellid |
| Afl. | BV                  | S1                   | S2                   | S3                   | S4                   | S5                   | S6                   | S7                   | S8                   | Afl. | BV               | S1                   | S2                   | S3                   | S4                   | S5                   | S6                   | S7                   | S8                   | Afl. | BV                | S1                   | S2                   | S3                   | S4                   | S5                   | S6                   | S7                   | S8                   |
| ---- | ------------------- | -------------------- | -------------------- | -------------------- | -------------------- | -------------------- | -------------------- | -------------------- | -------------------- | ---- | ---------------- | -------------------- | -------------------- | -------------------- | -------------------- | -------------------- | -------------------- | -------------------- | -------------------- | ---- | ----------------- | -------------------- | -------------------- | -------------------- | -------------------- | -------------------- | -------------------- | -------------------- | -------------------- |
| 1    | Ruth Beeckmans      | X                    |                      | X                    |                      | X                    | X                    | X                    | X                    | 12   | Thomas Smith     |                      | X                    |                      |                      | X                    | X                    | X                    |                      | 23   | Lotte Vanwezemael |                      |                      |                      |                      |                      |                      |                      | X                    |
| 2    | Dina Tersago        |                      |                      | X                    |                      |                      | X                    | X                    | X                    | 13   | Laura Tesoro     |                      |                      |                      | X                    |                      |                      |                      |                      | 24   | Gunter Lamoot     |                      |                      |                      |                      |                      |                      | X                    | X                    |
| 3    | Koen Wauters        | X                    |                      |                      |                      |                      |                      |                      |                      | 14   | Dany Verstraeten |                      |                      |                      |                      |                      |                      |                      |                      | 25   | Frances Lefebure  |                      |                      |                      |                      |                      | X                    |                      |                      |
| 4    | Jacques Vermeire    |                      | X                    | X                    |                      | X                    |                      | X                    | X                    | 15   | Soe Nsuki        |                      |                      |                      |                      |                      |                      | X                    |                      | 26   | Sean Dhondt       | X                    |                      |                      |                      |                      |                      |                      | X                    |
| 5    | Kürt Rogiers        | X                    |                      |                      | X                    |                      |                      | X                    |                      | 16   | Jan Verheyen     |                      | X                    |                      |                      | X                    |                      |                      |                      | 27   | Freek Braeckman   |                      |                      |                      |                      |                      |                      |                      |                      |
| 6    | Julie Van den Steen |                      |                      |                      |                      |                      |                      |                      | X                    | 17   | Onbekend         |                      |                      |                      |                      |                      |                      |                      |                      | 28   | Lukas Lelie       |                      |                      |                      |                      |                      |                      | X                    | X                    |
| 7    | William Boeva       |                      |                      |                      | X                    | X                    | X                    | X                    | X                    | 18   | Lauren Versnick  |                      |                      |                      |                      |                      |                      |                      | X                    | 29   | Andy Peelman      |                      |                      |                      |                      |                      |                      | X                    | X                    |
| 8    | Christoff           | X                    |                      |                      |                      |                      |                      |                      | X                    | 19   | Kamal Kharmach   |                      |                      |                      | X                    |                      | X                    |                      | X                    | 30   | Loïc Van Impe     |                      |                      |                      |                      |                      |                      | X                    |                      |
| 9    | Jens Dendoncker     |                      |                      |                      |                      | X                    | X                    |                      | X                    | 20   | Katja Retsin     |                      |                      |                      |                      | X                    |                      |                      |                      | 31   | Evi Hanssen       | X                    |                      |                      |                      |                      |                      |                      |                      |
| 10   | Sam De Bruyn        |                      |                      |                      | X                    |                      |                      | X                    |                      | 21   | Bab Buelens      |                      |                      |                      |                      |                      |                      | X                    |                      | 32   | Rob Vanoudenhoven |                      | X                    |                      | X                    |                      |                      |                      |                      |
| 11   | An Lemmens          | X                    |                      |                      |                      |                      |                      |                      |                      | 22   | Sam Gooris       |                      |                      |                      |                      |                      | X                    |                      | X                    |      |                   |                      |                      |                      |                      |                      |                      |                      |                      |